# Robert Fagan
Pour les articles homonymes, voir Fagan.
Robert Fagan, né le 29 juillet 1976 à Cranbrook, est un snowboardeur canadien spécialisé dans les épreuves de snowboardcross. 
Au cours de sa carrière, il n'a jamais disputé les Jeux olympiques d'hiver, toutefois il a participé à deux mondiaux dont sa meilleure performance est une douzième place en 2005 à Whistler, enfin en coupe du monde il est monté à trois reprises sur un podium entre 2004 et 2010.

## Palmarès

### Championnats du monde
| Édition/Discipline | Snowboardcross |
| Mondiaux 2005      | 12e            |
| Mondiaux 2009      | 19e            |

### Coupe du monde
- Meilleur classement général : 21e en 2009.
- Meilleur classement en snowboardcross : 8e en 2008.
- 3 podiums en snowboardcross.